# Постоянное оперативное соединение Военно-морского флота Российской Федерации в Средиземном море
Постоянное оперативное соединение Военно-морского флота Российской Федерации в Средиземном море — постоянное межфлотское оперативное соединение ВМФ России в дальней морской зоне, созданное  21 сентября 2013 года для выполнения задач в Средиземноморском регионе с учётом складывающейся военно-политической обстановки. Подчинено Командующему Черноморским флотом ВМФ России.

## История
Решение о создании соединения было принято Министром обороны России генералом армии Сергеем Шойгу в марте 2013 года.
31 мая в командование соединением вступил заместитель начальника штаба Черноморского флота капитан 1 ранга Ю. С. Земский. С 1 июня 2013 года соединение приступило к выполнению поставленных перед ним задач. К началу сентября 2013 года к месту несения службы пришли первые корабли ВМФ России во главе с большим противолодочным кораблём «Адмирал Пантелеев», на борту которого располагался штаб оперативного соединения. Полноценно функционировать Оперативное соединение ВМФ РФ на Средиземном море начало 21 сентября 2013 года.

«На оперативное соединение ВМФ возлагается широкий круг задач по обеспечению военно-морского присутствия России в Средиземном море. Всё это позволит обеспечить защиту наших национальных интересов в таком неспокойном, тревожном в настоящее время регионе»— Министр обороны России генерал армии Сергей Шойгу
Управление включает штаб и оперативное командование в дальней морской зоне (ОК ДМЗ), которые располагаются на борту флагманского корабля (крейсер, большой противолодочный корабль или сторожевой корабль).
Состав соединения может насчитывать от 10 до 20 кораблей и судов в зависимости от напряжённости ситуации и увеличения круга задач. В состав соединения на момент его формирования входило до 15 кораблей, в 2016 году — до 10 кораблей, из них не менее 6 боевых кораблей и 3-4 судна обеспечения из состава Черноморского, Балтийского, Северного и Тихоокеанского флотов.
Управление силами Оперативного соединения ВМФ на Средиземном море производится из Национального центра управления обороной РФ. Основные задачи, поставленные перед соединением при формировании: противолодочная оборона, противовоздушная оборона, освещение ближней и дальней надводной обстановки, противоракетная оборона, выполнение гуманитарных функций, поисково-спасательная деятельность. С января по июнь 2014 года соединение принимало участие в обеспечении безопасности операции по вывозу химического оружия с территории Сирии. Соединение осуществляет также спасательные операции в зоне своей ответственности.
С началом военной операции ВКС России в Сирии 30 сентября 2015 года соединение принимает участие в этой операции, осуществляя прикрытие авиационной группы ВКС России в Сирии и авиабазы Хмеймим, на которой она дислоцируется. Основной задачей соединения становится обеспечение деятельности войск РФ на территории Сирийской Арабской Республики.
Обеспечение соединения осуществляет 720-й пункт материально-технического обеспечения ВМФ РФ, находящийся в Тартусе (Сирия). В октябре 2016 года Минобороны России заявило о том, что в Тартусе на постоянной основе будет развёрнута полноценная военно-морская база. Это решение поддержано президентом Сирии Башаром Асадом. Таким образом Тартус станет местом постоянного базирования Оперативного соединения ВМФ РФ на Средиземном море.
Основу соединения составляют ракетные, противолодочные, десантные корабли, дизельные и атомные подводные лодки. Состав группировки по классам кораблей определяется таким образом, чтобы группировка сохраняла самодостаточность и могла успешно взаимодействовать с авиацией, выполнять задачи поиска подводных лодок, а также задачи противовоздушной обороны.

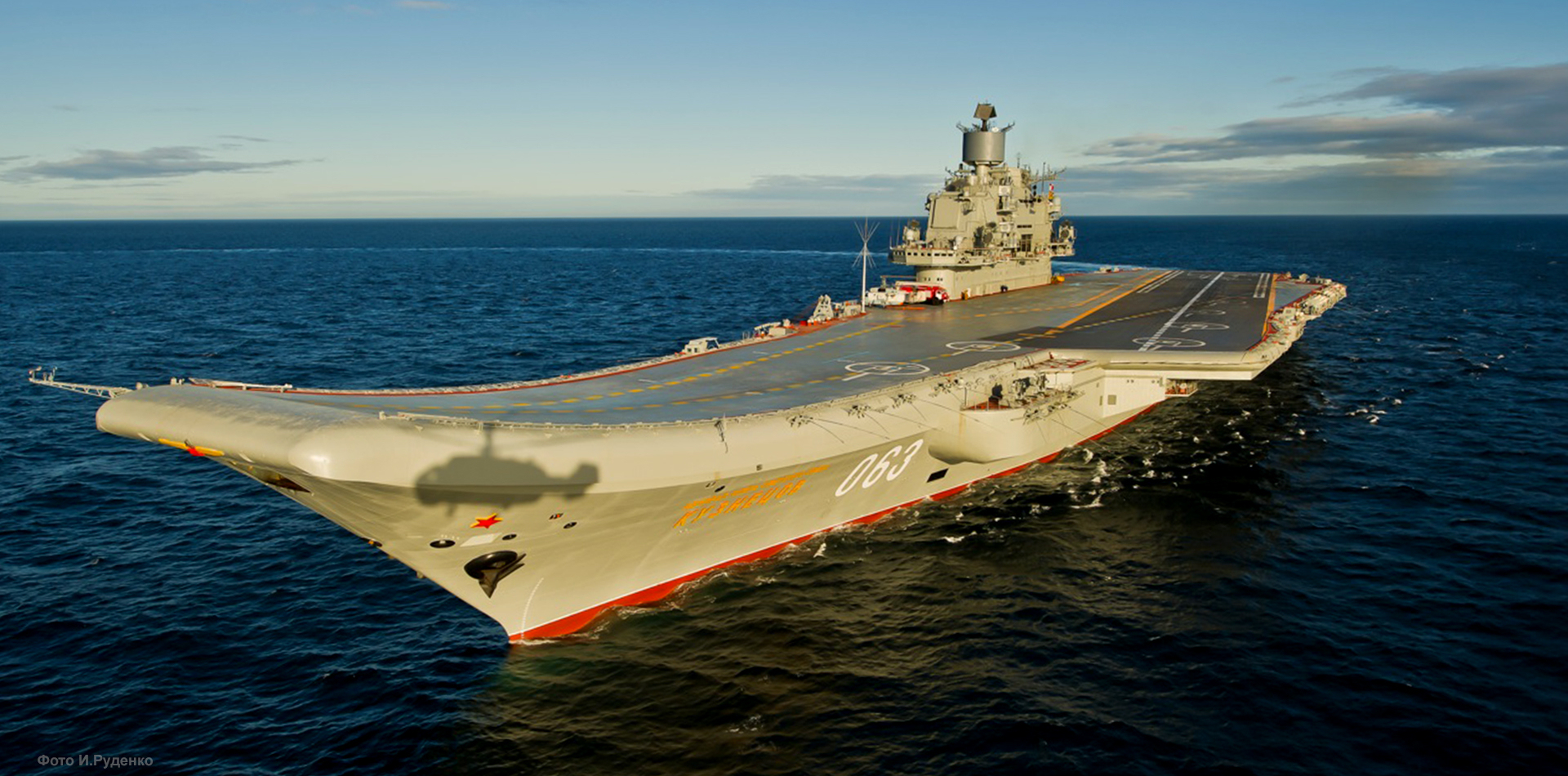
Тяжёлый авианесущий крейсер «Адмирал Флота Советского Союза Кузнецов»
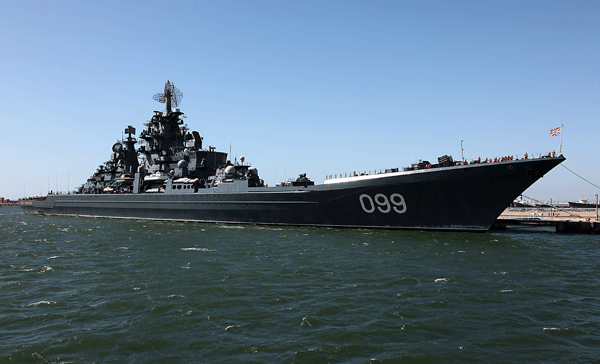
Тяжелый атомный ракетный крейсер «Пётр Великий»
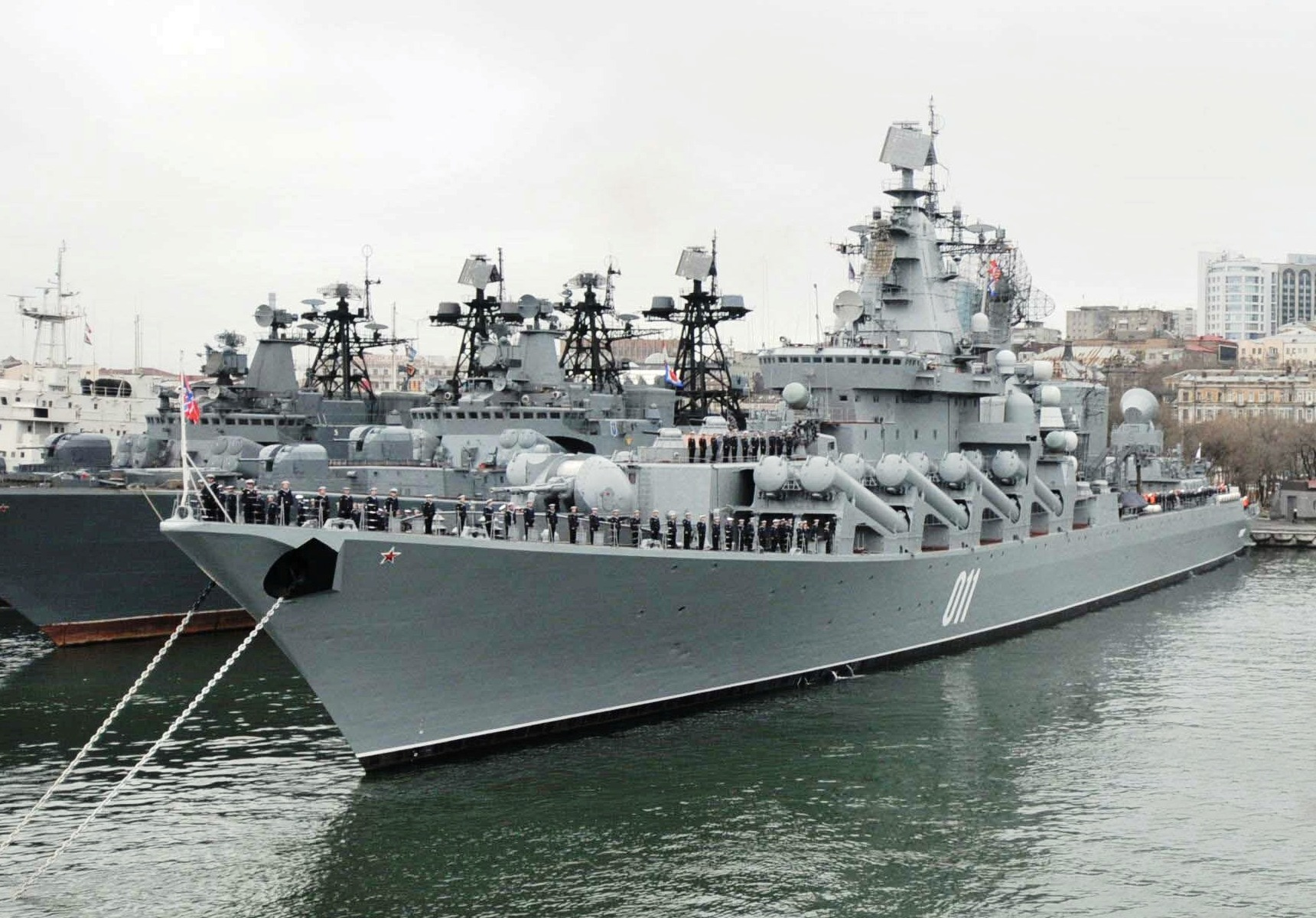
Гвардейский ракетный крейсер «Варяг»

В соответствии с решением Верховного Главнокомандующего ВС РФ Владимира Путина в январе 2017 года начато сокращение группировки войск (сил) РФ в Сирии, в том числе Оперативного соединения ВМФ РФ на Средиземном море. Однако само соединение продолжает свою деятельность и на конец февраля 2018 года включает 15 боевых кораблей и судов обеспечения, включая плавучую мастерскую для обеспечение технической готовности кораблей и судов. В мае 2018 года Главнокомандующий ВМФ России адмирал Владимир Королёв сообщил, что ВМФ будет в дельнейшем поддерживать эффективный и сбалансированный численный состав группировки.
В июле 2017 года корабли и суда соединения впервые провели военно-морской парад в честь Дня Военно-Морского Флота России. Парад прошёл в Тартусе, на территории Пункта материально-технического обеспечения ВМФ России. В сентябре 2018 года корабли соединения принимали участие в поисково-спасательной операции сбитого российского разведывательного самолёта Ил-20.
В разное время, на основе ротации, в состав соединения входили флагманы флотов РФ: тяжёлый авианесущий крейсер «Адмирал Флота Советского Союза Кузнецов», тяжёлый атомный ракетный крейсер «Пётр Великий», гвардейские ракетные крейсера «Москва» и «Варяг», фрегаты «Адмирал Григорович» «Адмирал Эссен» и «Адмирал Макаров».
За заслуги в укреплении обороноспособности страны, высокие показатели боевой подготовки, мужество и героизм, проявленные личным составом во время выполнения боевых задач орденом Ушакова награждён ТАВКР «Адмирал Флота Советского Союза Кузнецов» (2018), орденом Нахимова гвардейский ракетный крейсер «Москва» (2016) и гвардейский ракетный крейсер «Варяг» (2018).

## Командир
- капитан 1-го ранга Земский Юрий Станиславович (2013 — 2014)[16]
- капитан 1-го ранга Окунь Александр Анатольевич (2015—2016)[17]
- капитан 1-го ранга Ясницкий Павел Геннадьевич (2016—201?)
- капитан 1-го ранга Просеков Павел Васильевич (врио, 2020)[18]
- капитан 1-го ранга Добрынин Дмитрий Константинович (2020-н.в.)[19]